# 吉満樹
吉満 樹（よしみつ としき、1965年7月3日 - ）は、滋賀県出身のフィジカルコーチ。

## 所属クラブ
- 滋賀県立守山高等学校
- 日本精工サッカー部

## 指導歴
- 1995年 - 2007年 滋賀県立守山北高等学校サッカー部 フィジカルコーチ
- 1996年 - 2007年 京都府立洛北高校サッカー部 フィジカルコーチ
- 神戸国際大学附属高等学校サッカー部 フィジカルコーチ
- 愛知県立熱田高等学校サッカー部 フィジカルコーチ
- 同志社大学サッカー部 フィジカルコーチ
- 2000年 - 2007年 阪南大学サッカー部 フィジカルコーチ
- 2002年 - 2007年 びわこ成蹊スポーツ大学サッカー部 フィジカルコーチ
- 2007年 - 2008年 京都サンガF.C. フィジカルコーチ
- 2009年 アルビレックス新潟 フィジカルコーチ
- 2010年 京都サンガF.C. フィジカルコーチ
- 2011年 - 2012年 大宮アルディージャ フィジカルコーチ
- 2013年 - 2016年 ギラヴァンツ北九州 フィジカルコーチ[1]
- 2017年 - 2024年 V・ファーレン長崎 フィジカルコーチ [2]
- 2025年 - ヴィッセル神戸 フィジカルコーチ